# Elements: The Best of Mike Oldfield
Elements: The Best of Mike Oldfield – album kompaktowy będący składanką utworów Mike’a Oldfielda z lat 1972–1992, wydany przez wytwórnię Virgin Records.
Kompilacja została wydana po raz pierwszy jako album CD, który jest obecnie najczęściej dostępny. Został później wydany z oryginalnym albumem Tubular Bells z 1973 roku, jako podwójny album CD. Inne powiązane wydania obejmują 4-płytowy box i album wideo.
Ta kompilacja została wydana przez Virgin po tym, jak Oldfield opuścił wytwórnię, ale zawiera „Sentinel” z Tubular Bells II dzięki uprzejmości wytwórni Warner Bros.
Dwa utwory Oldfielda: Moonlight Shadow i In Dulci Jubilo zostały ponownie wydane na tym albumie.

## Lista utworów
Wszystkie utwory są autorstwa Mike’a Oldfielda oprócz tych wybranych.
1. „Tubular Bells (Opening theme)” – 4:19
2. „Family Man” (feat. Maggie Reilly) (Tim Cross, Rick Fenn, Mike Frye, Mike Oldfield, Morris Pert, Maggie Reilly) – 3:45
3. „Moonlight Shadow” (feat. Maggie Reilly) – 3:36
4. „Heaven’s Open” – 4:27
5. „Five Miles Out” – 4:15
6. „To France” (feat. Maggie Reilly) – 4:43
7. „Foreign Affair” (feat. Maggie Reilly) (Oldfield, Reilly) – 3:54
8. „In Dulci Jubilo” (Pearsall) – 2:50
9. „Shadow on the Wall” (feat. Roger Chapman) – 5:07 (wersja 12-calowa)
10. „Islands” (feat. Bonnie Tyler) – 4:17
11. „Étude” (Francisco Tárrega) – 3:07
12. „Sentinel” – 3:56 (wersja singlowa)
13. „Ommadawn (fragment)” – 3:38
14. „Incantations część 4 (fragment)” – 4:39
15. „Amarok (fragment)” – 4:43
16. „Portsmouth” – 2:00